# Grand Prix Turecka 2020
Grand Prix Turecka 2020 (oficiálně Formula 1 DHL Turkish Grand Prix 2020) se jela na okruhu Istanbul Racing Circuit v Istanbulu v Turecku dne 15. listopadu 2020. Závod byl čtrnáctým v pořadí v sezóně 2020 šampionátu Formule 1.

## Kvalifikace
| Poř.                       | No. | Jezdec             | Konstruktér               | Časy v kvalifikaci | Časy v kvalifikaci | Časy v kvalifikaci | Pořadí na startu |
| Poř.                       | No. | Jezdec             | Konstruktér               | Q1                 | Q2                 | Q3                 | Pořadí na startu |
| -------------------------- | --- | ------------------ | ------------------------- | ------------------ | ------------------ | ------------------ | ---------------- |
| 1                          | 18  | Lance Stroll       | Racing Point-BWT Mercedes | 2:07.467           | 1:53.372           | 1:47.765           | 1                |
| 2                          | 33  | Max Verstappen     | Red Bull Racing-Honda     | 1:57.485           | 1:50.293           | 1:48.055           | 2                |
| 3                          | 11  | Sergio Pérez       | Racing Point-BWT Mercedes | 2:07.614           | 1:54.097           | 1:49.321           | 3                |
| 4                          | 23  | Alexander Albon    | Red Bull Racing-Honda     | 1:59.431           | 1:52.282           | 1:50.448           | 4                |
| 5                          | 3   | Daniel Ricciardo   | Renault                   | 2:05.598           | 1:54.278           | 1:51.595           | 5                |
| 6                          | 44  | Lewis Hamilton     | Mercedes                  | 2:07.559           | 1:52.709           | 1:52.560           | 6                |
| 7                          | 31  | Esteban Ocon       | Renault                   | 2:06.115           | 1:53.657           | 1:52.622           | 7                |
| 8                          | 7   | Kimi Räikkönen     | Alfa Romeo Racing-Ferrari | 2:01.249           | 1:53.793           | 1:52.745           | 8                |
| 9                          | 77  | Valtteri Bottas    | Mercedes                  | 2:07.001           | 1:53.767           | 1:53.258           | 9                |
| 10                         | 99  | Antonio Giovinazzi | Alfa Romeo Racing-Ferrari | 2:07.341           | 1:53.431           | 1:57.226           | 10               |
| 11                         | 4   | Lando Norris       | McLaren-Renault           | 2:07.167           | 1:54.945           |                    | 14               |
| 12                         | 5   | Sebastian Vettel   | Ferrari                   | 2:03.356           | 1:55.169           |                    | 11               |
| 13                         | 55  | Carlos Sainz Jr.   | McLaren-Renault           | 2:07.489           | 1:55.410           |                    | 15               |
| 14                         | 16  | Charles Leclerc    | Ferrari                   | 2:04.464           | 1:56.696           |                    | 12               |
| 15                         | 10  | Pierre Gasly       | AlphaTauri-Honda          | 2:05.579           | 1:58.556           |                    | 19               |
| 16                         | 20  | Kevin Magnussen    | Haas-Ferrari              | 2:08.007           |                    |                    | 13               |
| 17                         | 26  | Daniil Kvjat       | AlphaTauri-Honda          | 2:09.070           |                    |                    | 16               |
| 18                         | 63  | George Russell     | Williams-Mercedes         | 2:10.017           |                    |                    | BOX              |
| 19                         | 8   | Romain Grosjean    | Haas-Ferrari              | 2:12.909           |                    |                    | 17               |
| 20                         | 6   | Nicholas Latifi    | Williams-Mercedes         | 2:21.611           |                    |                    | BOX              |
| 107% času vítěze: 2:05.708 |     |                    |                           |                    |                    |                    |                  |
| Zdroj:                     |     |                    |                           |                    |                    |                    |                  |

Poznámky
1. ↑  Lando Norris obdržel trest posunu o 5 míst vzad za ignorování žlutých vlajek v kvalifikaci.
2. ↑  Carlos Sainz Jr. obdržel trest posunu o 3 místa vzad za blokování Sergia Péreze během kvalifikace.
3. ↑  Pierre Gasly musel startovat z posledního místa, protože jeho auto bylo upraveno v podmínkách Parc Fermé.
4. ↑  George Russell měl startovat z posledního místa za překročení počtu povolených pohonných jednotek. Zároveň obdržel trest posunu o 5 míst vzad za ignorování žlutých vlajek v kvalifikaci. Russell boural při nájezdu na startovní rošt a jeho vůz musel být opraven v boxové uličce, ze které zároveň Russel musel startovat.
5. ↑  Nicholas Latifi musel startovat z boxové uličky, jelikož opustil boxovou uličku, když ještě byla uzavřená.
6. ↑  Jelikož se jela kvalifikace za mokrých podmínek, tak pravidlo 107 % nebylo v platnosti.

## Závod
| Poř.                                                                     | No. | Jezdec             | Konstruktér               | Počet kol | Čas/Odstoupení      | Pořadí na startu | Body |
| ------------------------------------------------------------------------ | --- | ------------------ | ------------------------- | --------- | ------------------- | ---------------- | ---- |
| 1                                                                        | 44  | Lewis Hamilton     | Mercedes                  | 58        | 1:42:19.313         | 6                | 25   |
| 2                                                                        | 11  | Sergio Pérez       | Racing Point-BWT Mercedes | 58        | +31.633             | 3                | 18   |
| 3                                                                        | 5   | Sebastian Vettel   | Ferrari                   | 58        | +31.960             | 11               | 15   |
| 4                                                                        | 16  | Charles Leclerc    | Ferrari                   | 58        | +33.858             | 12               | 12   |
| 5                                                                        | 55  | Carlos Sainz Jr.   | McLaren-Renault           | 58        | +34.363             | 15               | 10   |
| 6                                                                        | 33  | Max Verstappen     | Red Bull Racing-Honda     | 58        | +44.873             | 2                | 8    |
| 7                                                                        | 23  | Alexander Albon    | Red Bull Racing-Honda     | 58        | +46.484             | 4                | 6    |
| 8                                                                        | 4   | Lando Norris       | McLaren-Renault           | 58        | +1:01.259           | 14               | 5    |
| 9                                                                        | 18  | Lance Stroll       | Racing Point-BWT Mercedes | 58        | +1:12.353           | 1                | 2    |
| 10                                                                       | 3   | Daniel Ricciardo   | Renault                   | 58        | +1:35.460           | 5                | 1    |
| 11                                                                       | 31  | Esteban Ocon       | Renault                   | 57        | +1 kolo             | 7                |      |
| 12                                                                       | 26  | Daniil Kvjat       | AlphaTauri-Honda          | 57        | +1 kolo             | 16               |      |
| 13                                                                       | 10  | Pierre Gasly       | AlphaTauri-Honda          | 57        | +1 kolo             | 19               |      |
| 14                                                                       | 77  | Valtteri Bottas    | Mercedes                  | 57        | +1 kolo             | 9                |      |
| 15                                                                       | 7   | Kimi Räikkönen     | Alfa Romeo Racing-Ferrari | 57        | +1 kolo             | 8                |      |
| 16                                                                       | 63  | George Russell     | Williams-Mercedes         | 57        | +1 kolo             | BOX              |      |
| 17                                                                       | 20  | Kevin Magnussen    | Haas-Ferrari              | 55        | Odvolán             | 13               |      |
| Ret                                                                      | 8   | Romain Grosjean    | Haas-Ferrari              | 49        | Poškození po kolizi | 17               |      |
| Ret                                                                      | 6   | Nicholas Latifi    | Williams-Mercedes         | 39        | Poškození po kolizi | BOX              |      |
| Ret                                                                      | 99  | Antonio Giovinazzi | Alfa Romeo Racing-Ferrari | 11        | Převodovka          | 10               |      |
| Nejrychlejší kolo: Lando Norris (McLaren-Renault) – 1:36.806 (v kole 58) |     |                    |                           |           |                     |                  |      |
| Zdroj:                                                                   |     |                    |                           |           |                     |                  |      |

Poznámky
1. ↑  Lando Norris získal jeden bod za zajetí nejrychlejšího kola.
2. ↑  Kevin Magnussen odstoupil ze závodu, ale byl klasifikován, protože odjel více než 90 % délky závodu.

## Průběžné pořadí po závodě
Pohár jezdců
|        | Pořadí | Jezdec          | Body |
| ------ | ------ | --------------- | ---- |
|        | 1      | Lewis Hamilton  | 307  |
|        | 2      | Valtteri Bottas | 197  |
|        | 3      | Max Verstappen  | 170  |
| 2      | 4      | Sergio Pérez    | 100  |
|        | 5      | Charles Leclerc | 97   |
| Zdroj: |        |                 |      |

Pohár konstruktérů
|        | Pořadí | Konstruktér           | Body |
| ------ | ------ | --------------------- | ---- |
|        | 1      | Mercedes              | 504  |
|        | 2      | Red Bull-Honda        | 240  |
| 2      | 3      | Racing Point-Mercedes | 154  |
|        | 4      | McLaren-Renault       | 149  |
| 2      | 5      | Renault               | 136  |
| Zdroj: |        |                       |      |